# Робітнича партія Ефіопії
Робітнича партія Ефіопії (амх. የኢትዮጵያ ሠራተኞች ፓርቲ, латиніз. Ye'Ityopia Serategnoch Parti, WPE) —  колишня марксистсько-ленінська комуністична партія в Ефіопії в 1984 — 1991 роках під керівництвом Генерального секретаря Менгісту Хайле Маріама. 
 
Робітнича партія Ефіопії була заснована в 1984 році Дергом, правлячим тимчасовим урядом Ефіопії, як авангардна партія запланованої майбутньої соціалістичної держави. 
У 1987 році WPE стала правлячою партією після створення Народної Демократичної Республіки Ефіопія і єдина легальна політична партія до її розпуску в 1991 році. 
Партію було відновлено в серпні 2022 року. 

## Історія партії

### КОПТЕ
У ході розвитку антимонархічної революції 1974 року, здійсненої в Ефіопії під керівництвом офіцерів-марксистів Тимчасової військово-адміністративної ради (ДЕРГ), перед революціонерами постало питання створення правлячої авангардної партії. 
У грудні 1979 була створена Комісія з організації Партії трудящих Ефіопії (КОПТЕ), яку очолив Менгісту Хайле Маріам; до складу Комісії увійшли також багато членів Тимчасової військово-адміністративної ради.
За чотири наступні роки в Ефіопії було створено асоціації, що об'єднують у своїх лавах селян, робітників, городян, жінок та молодь, проведено організаторську та ідеологічну роботу серед широких мас трудящих. 
Робота здійснювалася за активної участі військових. 
КОПТЕ провела три конгреси масових організацій країни, на першому з яких (1980) близько третини представників були військовослужбовці та жителі Аддіс-Абеби. 
До 1983 року чисельність членів КОПТЕ становила близько 50 тисяч осіб у складі 6500 первинних організацій.

### Створення та діяльність РПЕ
6-10 вересня 1984 відбувся Установчий з'їзд Робітничої партії Ефіопії. 
Згідно з програмним документом, діяльність РПЕ ґрунтувалася на ідейних та організаційних засадах марксизму-ленінізму. 
Стратегічною лінією партії була побудова в Ефіопії соціалізму, а надалі — комунізму (при цьому правляча партія вела громадянську війну зі збройною опозицією в особі не тільки антикомуністичного Ефіопського демократичного союзу, а й сил, що також декларували марксистську і комуністичну орієнтацію. Ефіопська народно-революційна партія, Народний фронт визволення Тиграй і Народний фронт визволення Еритреї).
Під час з'їзду було визначено основні напрями соціально-економічного життя Ефіопії на наступні 10 років, включаючи боротьбу з імперіалізмом і неоколоніалізмом, сіонізмом та апартеїдом, мирне співіснування та пріоритет співпраці з соціалістичними країнами. 
Було обрано Центральний комітет у складі 183 осіб та Політбюро РПЕ у складі 11 осіб, Центральну контрольну та Центральну ревізійну комісію. Генеральним секретарем ЦК партії було обрано Менгісту Хайле Маріама.
Положення РПЕ як «розробника процесу розвитку і керівної сили держави й суспільства» знайшла свій відбиток у Конституції Ефіопії 1987 року, що проголосила створення Народно-Демократичної Республіки Ефіопія.
У результаті економічних прорахунків і посиленого ними голоду, успіхів сепаратистів у громадянській війні та припинення військової та політичної допомоги з боку СРСР керівна роль РПЕ в країні знизилася, а очолюваний нею авторитарний режим зазнав краху. 
Партія офіційно відмовилася від марксистсько-ленінської ідеології та продекларувала прихильність до змішаної економіки. 
На 11-му пленумі ЦК РПЕ Менгісту Хайле Маріам, що відбувся в березні 1990 року, заявив, що вибір Ефіопією соціалістичного шляху розвитку не дав очікуваного результату і заявив завдання проведення ринкових реформ.
Партія відмовилася від марксистсько-ленінської ідеології. 
Відповідно до цього передбачалося, що РПЕ буде перетворено на «Партію демократичної єдності Ефіопії».
Після того, як у травні 1991 режим було повалено і Менгісту Хайле Маріам залишив країну, уряд Революційно-демократичного фронту ефіопських народів розпустив Робітничу партію Ефіопії та ув'язнив багатьох керівників партії.